# Csipkerózsika (mese)

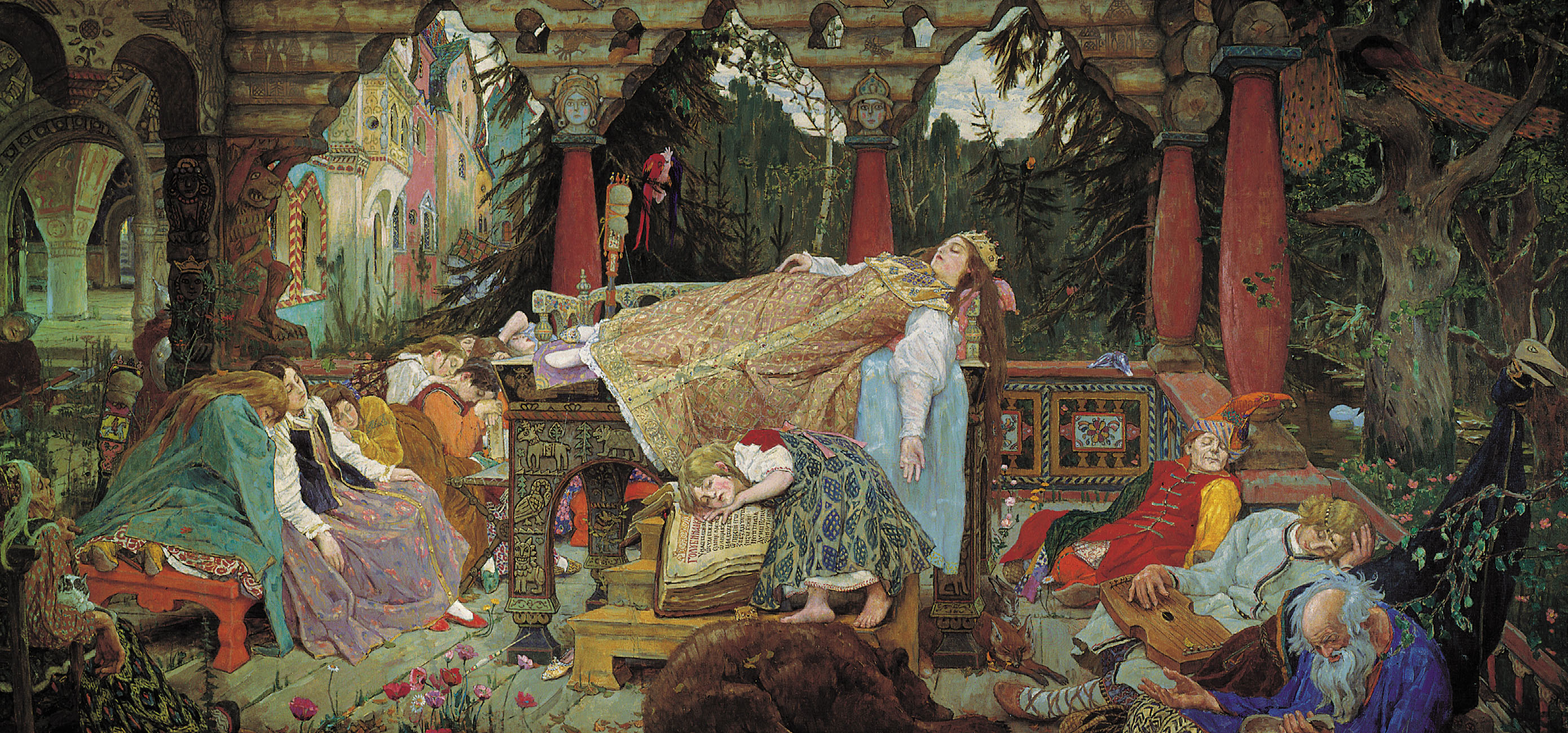
Csipkerózsika, Viktor Mihajlovics Vasznyecov festménye

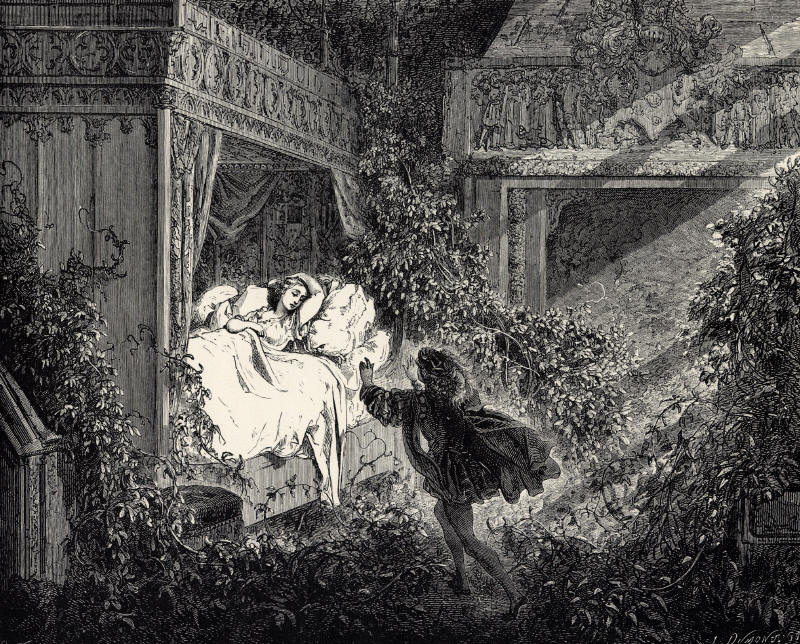
Csipkerózsika, Gustave Doré meseillusztrációja (1867)

A Csipkerózsika egy ismert tündérmese. A mese két legismertebb változata közül az elsőt Charles Perrault adta ki a Lúdanyó meséi című mesegyűjteményében 1697-ben, a másikat a Grimm fivérek jelentették meg 1812-ben a Gyermek- és családi mesék című gyűjteményükben. Az Aarne-Thompson - féle folklórbesorolásban 410 Csipkerózsika-típusú mesét találunk.

## Története
Először Charles Perrault francia meseíró írta le és jelentette meg Csipkerózsika addig szájhagyomány útján terjedő történetét (Lúdanyó meséi, 1697). Ebben, amikor megszületik Csipkerózsika, hét tündért hívnak meg nyolc helyett, viszont nem sokkal később megjelenik a nyolcadik tündér, aki elátkozza a hercegnőt, az átok szerint Csipkerózsika 16 éves korában meg fogja szúrni az ujját egy rokka orsója, és a szúrásba bele fog halni. A hetedik tündér, aki nem ajándékozta meg feloldja az átkot, miszerint nem hal meg csak elalszik 100 évre. A jóslat beteljesül. Ekkor a tündér mindenkit elaltat a kastélyban, kivéve a királyi házaspárt. A vár körül sűrű erdő növekszik. 100 év elteltével egy királyfi vetődik a várba éppen, amikor a hercegnő felébred. Feleségül veszi, de sokáig nem meri elvinni saját birodalmába, mert anyja emberevő fajtájú. Otthon mindig vadászatra hivatkozva rendszeresen elmegy. Születik két gyermekük: Hajnal és Nap. A királyfi apja meghal és ekkor nyilvánosan kihirdeti házasságát és elhozza családját a birodalmába. Hamarosan háború lesz és el kell mennie. Az anyja viszont sehogy sem tűrheti meg menyét és unokáit. Elküldi őket egy erdei házba. Ekkor utasítja a szakácsot, hogy főzze meg először az egyik majd a másik gyermeket, végül pedig a királynét. A szakács viszont mind háromszor bárányokat vág le. Mikor megtudja, hogy átverték nagy hordóban kígyót, békát és mindenféle férgeket hozat, hogy majd abba beleveti menyét és unokáit. Ám ekkor megérkezik fia. Végül beleveti magát és az állatok felfalják.
Perrault változatának szövege Archiválva 2016. március 4-i dátummal a Wayback Machine-ben

## Változatok
Az 1800-as években két német testvér, Jacob és Wilhelm Grimm szinte ugyanígy írta le a történetet, az eltérés annyi, hogy ebben egy béka megjövendöli a hercegnő születését, 13 javasasszony van, és a hercegnő 15 éves korában szúrja meg az ujját. A történet pedig Csipkerózsika felébresztésénél véget ér.
A Grimm testvérek változatának szövege
A történet egyik ősváltozatát Giambattista Basile írta le Pentameron című gyűjteményében, Nap, Hold és Talia (Sole, Luna, e Talia) címen a 17. században. Ebben a változatban egy nagy úrnak lánya születik, megjövendölik, hogy egy lenszálka végzetes lehet a lány számára. Az apa elrendeli, égessenek el minden lent a környéken. Idővel a lány nagyobb korában meglát egy fonó asszonyt. Mivel nem látott ilyesmit, közelebb megy, ám egy lenszál az ujjába fúródik. Ettől összeesik. Az apa fájdalmában lányát a palotában hagyja, és elhagyja otthonát. Idővel egy király téved arra és bemegy az elhagyatott palotába. Mikor meglátja a gyönyörű, alvó Táliát, magáévá teszi, és ezután elhagyja a kastélyt. Kilenc hónappal később Táliának ikrei születnek, Nap és Hold. Tündérek segítségével a gyermekek anyjuktól tudnak táplálkozni. Egyszer az egyikük véletlenül Tália kisujját kezdi el szopni, és kiszívja a lenszálat, amelytől Tália felébred. A király újból meglátogatja a lányt, s mikor látja, milyen szép gyermekei születtek, Táliát és a két ikret az országába viszi. Ámde a király mindvégig nős volt, s mikor a királyné meglátta Táliát és a gyerekeket, utasította a szakácsot, főzze meg a gyerekeket és szolgálja fel az apjuknak, Táliát pedig égessék el máglyán. De a szakács megkegyelmez, és végül a királyné végzi a máglyán.
A mese sok eleme fellelhető az 1220-1260 körül keletkezett izlandi Völsunga saga-ban.
Szintén sok a hasonlóság egy 1528-ban megjelent francia románcban: Troďlus és Zellandine története – Perceforest (Histoire de Troilus et de Zellandine).

## Rajzfilmek
Több rajzfilmfeldolgozása is született, köztük 1959-ben a Walt Disney-féle, melyben a szereplők nevet kapnak (a hercegnő Auróra, a gonosz tündér Demona (angolul Maleficent), a három tündér Flóra, Fauna és Fiona (angolul Merryweather). Az átok beteljesülését úgy akadályozzák meg, hogy a három tündér neveli fel Csipkerózsikát. A történetet 1952-ben kezdték készíteni, s 1959-ben mutatták be. A film a legnagyobb kasszasiker volt a Ben Hur után, mégsem hozott sok pénzt Disneynek, mert ez volt a legdrágább Techniramara felvitt film, ugyanis stilisztikailag is szebb, mint pl.: Hamupipőke, mert a hátterekre sokkal nagyobb hangsúlyt fektettek, mert a cél a gyönyörű látvány létrehozása volt. Az 1960-as Oscar-díjátadón legjobb musical filmzene kategóriában jelölték, de nem nyerte el a díjat.